# Grimmia fuscescens
Grimmia fuscescens là một loài Rêu trong họ Grimmiaceae. Loài này được (Wilson) Mitt. mô tả khoa học đầu tiên năm 1859.